# Protoje
Protoje, pseudonimo di Oje Ken Ollivierre (Saint Elizabeth, 14 giugno 1981), è un cantante giamaicano.

## Carriera
Pubblica il primo singolo da solista nel 2009, Arguments. Nel 2010, Protoje inizia a lavorare con la Doncorleon Records, nota casa discografica giamaicana. Dopo aver pubblicato diversi singoli tra cui Dread, JA e Roll, rilascia il suo album di debutto, The Seven Year Itch. Nel 2013 pubblica il suo secondo album The 8 Year Affair. Il singolo Kingston Be Wise, pubblicato nel 2013, riscuote un grande successo in Giamaica e viene anche inserito nella colonna sonora di Grand Theft Auto V. Nel 2014 annuncia il suo terzo album in studio, Ancient Future, previsto per marzo 2015 e di cui pubblica anticipatamente due singoli: "Who Knows", in collaborazione con Chronixx, che riscuote un grande successo e fu anch'esso inserito inserito nella colonna sonora di un videogioco (Forza Horizon 4), e "Stylin".

## Vita privata
Figlio di una cantante cabaret, che lavorava negli hotel nei dintorni di Ocho Rios.
Protoje è un seguace del Movimento Rastafariano. Nelle sue canzoni i nomi e le figure religiose del Rastafarianesimo ricorrono spesso. Fa parte della corrente musicale del Reggae Revival o New Roots Reggae insieme ad altri artisti connazionali ed internazionali.

## Discografia

### Album
- 2011 – The Seven Year Itch
- 2013 – The 8 Year Affair
- 2015 – Ancient Future
- 2018 - A Matter Of Time
- 2020 - In Search Of Lost Time
- 2022 - Third Time's The Charm
- 2023 - In Search Of Zion

### Singoli
- 2009 – Arguments
- 2010 – Dread
- 2010 – JA
- 2010 – Roll
- 2011 – Take Control
- 2011 – No Lipstick
- 2011 – Rasta Love (feat. Ky-Mani Marley)
- 2011 – Wrong Side of the Law
- 2011 – After I'm Gone
- 2012 – Who Dem a Program
- 2012 – This Is Not a Marijuana Song
- 2012 – Kingston Be Wise
- 2013 – I&I
- 2013 – 8 Years Affair
- 2013 – Hold You Know
- 2013 – Come My Way
- 2013 – Shot by Love
- 2013 – Black Cinderella
- 2013 – Music from my Heart
- 2013 – Resist Not Evil
- 2014 – Who Knows (feat. Chronixx)
- 2014 – Stylin'
- 2015 – Answer to Your Name
- 2015 – Bubblin'
- 2015 – Sudden Flight (feat. Jesse Royal & Sevana)
- 2016 - Who Knows (feat. Chronixx - Shy FX Remix)
- 2017 – Blood Money
- 2017 - Truths & Rights (feat. Mortimer)
- 2018 - Bout Noon
- 2018 - No Guarantee (feat. Chronixx)
- 2018 - Like This
- 2019 - Not Another Word (feat. Agent Sasco & Lila Iké)
- 2020 - Same So
- 2020 - Like Royalty (feat. Popcaan)
- 2020 - A Vibe (feat. Wiz Khalifa)